# ديمتري راليت
ديميتري راليت (يُترجم أيضًا إلى راليتي، أو راليتو؛ بالأبجدية السيريلية الرومانية: Дімітріє Ралєт،Раллєтȣ، أو Раллєтi؛ نحو عام 1816 - 25 أكتوبر 1858) كان شخصية سياسية مولدوفية ومساهمًا بارزًا في الأدب الروماني. ينتمي إلى الطبقة العليا من البويار، وينحدر من أصول يونان الفنار والأرومانيين، وربما لم يُولد في مولدافيا. لا يزال تاريخ عائلته غامضًا ومثيرًا للجدل، وكذلك ظروف ولادته وحياته المبكرة. وكان والده السباثاريوس ألكساندرو راليت قاضيًا في مدينة بوتوشاني شمال مولدافيا، ومالكًا لبلدة بوتشيسيا. وربما تلقى تعليمه في الخارج، وكان يتحدث عدة لغات في العشرينيات من عمره، فتولى ديمتري وظيفة والده في المحكمة عام 1841، لكنه لم يخدم إلا فترةً وجيزة، تخللها انقطاعات. ونشر أعماله لأول مرة مترجمًا عام 1837، قبل أن يبدأ مسيرته الفعلية عام 1840 بمقالات قصيرة في السخرية الاجتماعية، وأظهرت مقالاته إلمامًا عميقًا بالأدب الفرنسي في القرن الثامن عشر. كان راليت من أتباع الرومانسية المتأملين والمنتقدين لذاتهم، وقد ساعدت مساهماته الشبابية بإرساء أسلوب جاد في الفكاهة الرومانية الحديثة.
مع أن الأمير المحافظ ميخائيل ستوردزا منحه لقب آغا، اعتنق راليت الليبرالية المتمردة، وسعى لتجريم العبودية، وكشف عن ستوردزا زعيمًا لعصابة بويار فاسدة. وصل إلى اعتناق القومية الرومانية، التي كان هدفها المباشر التوحيد السياسي لمولدافيا والأفلاق. انضمّ إلى الحزب الوطني في الثورة المولدافية (1848) الفاشلة، ويبدو أنه أفلت من العقاب، وتواصل مع معارضي ستوردزا الآخرين من منزله في بوتوشاني. وانضمّ راليت إلى حكومة الحزب الوطني التي شكلها الأمير غريغور ألكساندرو غيكا عام 1849، إذ ساهم في إلغاء العبودية، وإدخال إصلاحات تعليمية، واتخاذ الخطوات الأولى نحو مصادرة ممتلكات الأديرة. وخلال حرب القرم، وبصفته دبلوماسيًا لدى غيكا، قدم راليت سياساتٍ قربت مولدافيا من القوى الغربية، وأبعدتها عن وضعها دولةً تابعة للإمبراطورية العثمانية. دفعته محاولته وكوستاتشي نيغري التقاضي بشأن قضية الأديرة إلى رحلة طويلة إلى إسطنبول.
كان راليت مروجًا للمنصة الوحدوية قبل الانتخابات التشريعية في يوليو عام 1857، ومعارضًا للكتلة الانفصالية المحافظة التي تشكلت حول القائم مقام تيودور بالش ونيكولاي فوغوريدي. أثار الاهتمام الدولي بكشفه عن تمييز فوغوريدي وتزويره الانتخابي، وكان مسؤولًا إلى حد بعيد عن إعادة الانتخابات في سبتمبر. أصبح لاحقًا شخصية بارزة في ديوان ياش الخاص، إذ ساعد بصفته معتدلًا في تجنيد المحافظين للقضية الوحدوية. وتشمل أعماله الأدبية الأخيرة مسرحيات كوميدية لاقت استحسانًا واسعًا، شمل ذلك النقاد المعاصرين، ونسخته الخاصة من ساعة الاتحاد، إضافةً إلى يوميات رحلته الشرقية، أحد أوائل النصوص من هذا القبيل التي كتبها مولدوفي، ومن بين روائع هذا النوع في سياقها الروماني. وأمضى راليت بعضًا من أشهره الأخيرة في الإمبراطورية الفرنسية، محاولًا الحصول على دعم للاتحاد، وكان يُعالج من مرضه المتفاقم بالسل. وتوفي عند عودته، دون أن يتمكن من رؤية تأسيس الممالك المتحدة، الذي حدث بعد أشهر قليلة.

## سيرته

### حياته المبكرة وبداياته
كان والد راليت ألكسندرو أو أليكو راليت، وهو سباثاريوس من بوتوشاني، وكان أيضًا الرئيس الافتتاحي لمحكمة تلك المدينة. كانت مولدافيا والأفلاق المجاورة (إمارات الدانوب) في ذلك الوقت تابعتين للإمبراطورية العثمانية. في ظل هذا النظام، استقبلت عددًا من المستوطنين اليونانيين، منهم عائلة راليت. يعتقد عالم الأنساب أوكتاف-جورج ليكا أنهم شكلوا فرعًا مميزًا من عائلة راليت، ومن ثم كانوا من نسل الطبقة الأرستقراطية البيزنطية. يجادل المؤرخ جورجي سيبيتشي في هذا التفسير، إذ يشير إلى أن عائلة راليت الأصلية وعائلة راليت أخرى كان لها ممثلوها الخاصون في تلك الإمارات، ولم يبدُ أن أقارب ألكسندرو يدعون أنهم من ذات العائلة. تشير الأبحاث التي بدأها الباحث الأدبي ميرسيا أنغيلسكو، وأكملها المؤرخ أندريه بيبيدي، إلى صلة وثيقة بين راليس ورالت. ويفترض بيبيدي أن ديميتري كان حفيد الترجمان كريستوفوروس راليس، وابن أخ إسحاق راليت، الذي شغل مناصب رفيعة في الأفلاق في عشرينيات القرن التاسع عشر. وكان والد ألكسندرو أو أخوه الأكبر، المعروف أيضًا باسم ديميتري، قد وصل إلى مولدافيا ضمن حاشية من يونان الفنار. ورافق ديميتري الأمير ألكسندر يبسيلانتس في رحلاته الأوروبية خلال الحرب الروسية العثمانية عام 1788، وتبنى بعض سمات التغريب الأساسية، متضمنةً شعار نبالة يعرض سفينة نوح ومنح نفسه لقب «كونت».
وفقًا لعالم أنساب البويار كونستانتين سيون، كان ديميتري الأب في الأصل كاتبًا لألكسندر موروزيس في تسعينيات القرن الثامن عشر، قبل أن يُعين بصفة فورنيك تحت إمرة سكارلات كاليماكي، ويستدعي ألكسندرو إلى البلاد للانضمام إليه. ولا يُعرف الكثير عن السنوات الأولى لديميتري الابن، يشمل ذلك تاريخ ميلاده الدقيق، إذ تشير المصادر الثانوية وفوق الثانوية إلى أنه «ربما كان عام 1816»، لكن أيضًا إلى عامي 1815 و1817. وُلد الكاتب من زواج ألكسندرو بماريا (المعروفة أيضًا باسم مارغيوالا)، ابنة البارون تيودور (تيودوري) فون موستاتا، وهو تاجر ثري من مقاطعة بوكوفينا (جزء سابق من مولدافيا، ثم تحت الإمبراطورية النمساوية). كان لهذا الجانب من العائلة أصول حديثة بين الأرومانيين، وهم سكان يتحدثون اللغات الرومانسية الشرقية وكان ديمتري الابن يعرفهم باسم تسينتساري. جرى قبول عائلة موستاتس في طبقة النبلاء النمساويين عام 1794، لكنهم حافظوا على روابطهم مع إبيروس (إياله يانيه)، مع وجود أقارب يعيشون في تسيبيلوفو خلال ثلاثينيات القرن التاسع عشر.
قدمت السلطات النمساوية في ساداغورا سجلًا لعام 1825، يُعطي ألكسندرو جنسية مملكة لومبارديا فينيشيا، بينما يُدرج «مولدافيا» لزوجته وأبنائه. وفي خطبة جنازة ألقاها المطران المولدافي نيوفيت سكريبان قال إن دميتري الابن «وُلد مولدوفيًا رومانيًا»، مع أن مثل هذه الأحكام قد تكون مُضللة: يُشير بيبيدي إلى المفارقة القائلة إنه رغم احتضانه للمصالح المحلية، فإن الكاتب «لم يُولد حتى في مولدافيا». ويرى الباحث إيونيل بيجينارو أنه بوكوفيني بالميلاد، في حين يُشير إلى أن تحديد المكان الدقيق موضع جدل كبير. يُؤكد سيون أن جميع «أبناء وبنات» ألكسندرو كانوا من مواطني إسطنبول، العاصمة العثمانية، ولم يصلوا إلى بوتوشاني إلا عام 1819. ويصف سيبيتشي هذا الادعاء بأنه «صعب التحقق منه»، مع أنه يُقر بمعالجته حقيقةً من قِبل العديد من المؤلفين، خاصةً وأن ديميتري في أواخر حياته كان مُصنفًا قانونيًا على أنه غير مواطن. يُشير إلى أن ديميتري كان بالفعل الأكبر بين أربعة أطفال، كان لديه أخ يُدعى إيانكو، إضافةً إلى أختين هما كاتينكا وإيلينكو. وكان هناك إيانكو آخر، وهو ابن عم الكاتب من جهة الأب، من السباثاريوس عام 1822، وعاش حتى عام 1854.
جرى قبول عائلة راليت في الطبقات العليا من طبقة البويار المولدافية، ما جعل ديميتري الابن يتلقى تعليمًا نخبويًا، وبدأ دروسه الخصوصية في المنزل. وبعد وفاة والد ماريا عام 1825، ورثت قرية نيكسيني البوكوفينية آنذاك، وممتلكات بوتشيسيا في مولدافيا، والعديد من المنازل في بوتوشاني؛ وجرى تخصيص بلدة بوتشيسيا لزوجها، وفي يناير عام 1828، رفعها الأمير يوان ستوردزا إلى مستوى مدينة سوق في مولدافيا. وعندما كان دميتري طفلًا، عاش فترةً في تلك المنطقة، وكذلك في بوتوشاني ونيكسيني. ويؤكد أنجيلسكو إلمام راليت الشاب العميق بالنثر والشعر المولدافي الكلاسيكي، مشيرًا إلى أن أدبه كان «استمرارية» لأدب دوسوفتي ودميتري كانتيمير. وتعلم اليونانية والفرنسية من خلال التحدث مع أقاربه المباشرين. وتعلم لاحقًا الألمانية -لذا اعتُبر خبيرًا مقيمًا في مولدافيا للثقافة الألمانية- واللاتينية، إضافةً إلى أساسيات الإيطالية والإنجليزية والروسية. ويُقال إنه أكمل دراسته في بولندا النمساوية. تشير بعض السير إلى أنه قام أيضًا برحلات دراسية مطولة في الاتحاد الألماني ومملكة فرنسا (ملكية يوليو)، أو عمومًا «خارج البلاد».